# وليام كيد
وليام كيد (بالإنجليزية: William Kidd)‏ المعروف بلقب كابتن كيد هو ملاح وقرصان بالوكالة من اسكتلندا تحول لاحقا إلى قرصان وكان أحد أعلام القراصنة في الأدب الغربي.

## بدايات حياته
ولد كيد في غرينوك في رينفرو في اسكتلندا ولا يعرف تاريخ مولده ولكنه على الأغلب 1644 كذلك فبداياته البحرية غير معروفة حيث يفترض أنه ركب البحر في شبابه. وقد قال لمطران سجن نيوغيت أنه كان بعمر السادسة والخمسين عندما أدين بتهمة القرصنة عام 1701. يعتقد أنه كان ابن كاهن منشق عذب ومات في 14 أغسطس 1679.

## مغامراته البحرية
اكتسب كيد الشاب سمعة كربان جريء وماهر. في عام 1689 كان يبحر على ظهر سفينة قراصنة لصالح بريطانيا ضد فرنسا في الهند الغربية وأمريكا الشمالية، وفي 1690 تم تعيينه قبطانا في نيويورك حيث كانت لديه أملاك هناك وكان يرسل من قبل مستعمرات نيويورك وماساتشوستس ليهاجم سواحل العدو، وهاجم الفرنسيين في جزر الهند الغربية، ومنح في عام 1691 جائزة من مجلس نيويورك قدرها 150 جنيه إسترليني عن خدماته في الاضطرابات داخل المستعمرة في ثورة 1688. تلقى تفويضا ليعتقل القراصنة لصالح شركة الهند الشرقية في البحر الأحمر والمحيط الهندي وفي لندن عام 1695 وبتوصية من أحد المرموقين في نيويورك ويدعى العقيد روبرت ليفينغستون، وكانت لديه سفينة أسماها سفينة المغامرة Adventure كان يمولها العديد من الإنكليز المعروفين مثل ريتشارد كوت إيرل بيلومونت.
وكان الملك ويليام قد نبه كوت عندما أرسله إلى أن القرصنة قد أصبحت عاراً على الإمبراطورية، وأصبح هذا معروفا في نيويورك، وكان هو وليفينغستون على معرفة بكفاءة كيد. وقد توفرت عنده المواصفات المطلوبة من شجاعة ومهارة وخبرة ومعرفته بمواطن القراصنة، والأهم استعداده للقيام بالمهمة.

## اتجاهه للقرصنة
أبحر كيد من ديبتفورد في 27 فبراير 1696 في سفينته المدعوة سفينة المغامرة، وهي مزودة بثلاثين مدفعا وتزن 275 طنا، فانطلق بأمر لاعتقال كل القراصنة تمهيدا لمحاكمتهم، مع تفويض لأخذ الثأر من ملك فرنسا، وتم الاتفاق على إعطاء عشر الغنيمة إلى الملك لتوضع في الخزينة ويوزع الباقي بين الرعاة والربان والطاقم. وصل لمدينة نيويورك في 4 يوليو ليأخذ المزيد من الرجال ثم تجنب دروب القراصنة ووصل على جزر القمر ومدغشقر (والتي كانت ملتقى للقراصنة)، في فبراير 1697 لكن يظهر أنه لم يحصل بعد على جائزته فقرر الاتجاه على القرصنة (في عقود القرصنة التفويضية لم يتم دفع أجر للقبطان وطاقمه حتى يتم استلام الجائزة). ويظهر أنه لم يبذل جهدا لاصطيادهم. بل على العكس، فقد أشرك نفسه مع قرصان سيء السمعة يدعى ريتشارد كوليفورد. ويمكن تفسيرها بأن كيد كان هدفه أن يصطاد السفن الفرنسية. وعندما لم يجد أيا منها بدأ يصطاد السفن البريطانية بحجة أنها ومزودة بتراخيص فرنسية وأنها كانت غنيمة مشروعة، ونهب ساحل مليبار.
في أغسطس 1697 قام بحملة فاشلة على سفينة تحمل القهوة العربية من اليمن ولكن لاحقا أخذ عدة سفنا صغيرة، وبعد شهرين رفض مهاجمة سفن هولندية فكاد طاقمه أن يتمرد عليه، وفي تبادل غاضب جرح كيد أحد المدفعيين ويدعى وليام مور جرحا قاتلا. ويقال أن كيد وصف مور بالكلب، فرد مور بأنه من جعله كلبا، فضربه بدلو أدى لمقتله
أخذ كيد أثمن جوائزه وهي السفينة الأرمنية تاجر كويداغ وفي يناير 1698 وأغرق بنفسه سفينة المغامرة في مدغشقر التي لم تعد صالحة للملاحة. وعندما وصل إلى أنغويلا في جزر الهند الغربية في أبريل 1699، علم أنه تم إدانته كقرصان وترك تاجر كويداغ في جزيرة تدعى ساونا في هيسبانيولا وربما أغرقها واختفت مع ما فيها من غنائم. وفي عام 1698 – 1699 وصلت إلى الحكومة البريطانية مجموعة الدعاوى القضائية ضده. وأمر اللورد بيلومونت بأن يعتقله متى عاد إلى أمريكا.

## محاكمته وإعدامه
أبحر كيد نحو نيويورك في سفينته الجديدة أنطونيو بوزن 55 طنا وتحمل 40 رجلا حيث أخذ معه محاميا يدعى جيمس إينوت حاول إقناع بيلومونت وحاكم نيويورك ببراءته، لكن بيلومنت أرسله إلى إنكلترا بعد اعتقاله في يوليو 1699 ليحاكم وتم إدانته في 8/9 مايو 1701 لقتله مور وخمسة اتهامات أخرى بالقرصنة. ودلائل مهمة تركز على أن اثنين من حالات القرصنة تم إخفاؤها في المحكمة. وبعض الملاحظين شككوا في أن الدليل كان كافيا لإدانته. وكانت الدلائل ضده قد أخذت من عضوين من الطاقم هما الجراح وبحار تبين أنه مخبر الملك، وعندما اعترض كيد قال له القاضي أن لم يتمكن من إحضار شهود آخرين في هذه الظروف. ثبتت عليه تهمة قتل مور، وإن يتمكن القضاة من إثبات تهم القرصنة.
تم شنق كيد في لندن يوم 23 مايو من السنة مع تسعة من رجاله، وظل مناديا ببراءته حتى النهاية، وزعم أن رجاله أجبروه، وأن مور كان متمردا عندما ضربه. استغل غياب إينوت في مهمته في بوسطن ليدفن العديد من البضائع والكنوز في جزيرة غاردينر قرب لونغ آيلند وتم استرجاع بعض كنوزه بلغت قيمتها 14,000 جنيه إسترليني فقط، وأحرق رجاله سفينة تاجر كويداغ ولم يستطع بيليمونت العثور عليها. والريع من متاعه وبضاعته من سفينة أنطونيو تم وهبها للأعمال الخيرية، لكن قيمة الكنز تمت المبالغة بها بشكل واضح. وجلبت أعماله مشاكل حقيقية لكل من ساهم في حملانه حيث كانوا مذنبين بمعرفتهم بخططه، وبأنهم كانوا يأملون بمشاركته أرباحه. ولم تمض سنة حتى كان اسم الكابتن كيد متلازما مع مفهوم القرصان المتعجرف في الخيال الغربي، بينما لم تكثر الكتابات عنه بسبب طبيعة عمله الجوهرية أكثر مما كتب حول الاتفاق بينه وبين اللورد بيلومونت والذي كان موضوعا لجدالات سياسية عنيفة. ومن ضمن القصص عن كنزه المدفون قصيدة إدغار ألان بو الحشرة الذهبية. وترك زوجة وطفلا في نيويورك. أما الأغنية عليه فهي محاكاة رديئة عن الأغنية الأصلية عن الأدميرال بينبو.
أفضل السجلات المعاصرة عنه مقتطف تاريخي عن روبن هود ووليام كيد A Historical Sketch of Robin Hood and Captain Kidd بقلم ويليام كامبل (نيويورك، 1853)، حيث تم الاقتباس من المستندات الأساسية.